# M0n0wall
m0n0wall je projekt, jehož cílem je vytvořit kompletní firewall, který by na standardním nebo jednodeskovém PC poskytl všechny důležité vlastnosti komerčních firewallů, měl jednoduché ovládání a byl za přijatelnou cenu (svobodný software).
m0n0wall je postaven na kostře FreeBSD, webovém serveru, PHP a několika dalších utilitách. Celá konfigurace systému je uložena v jednom XML souboru, aby byla zachována maximální jednoduchost.
m0n0wall je určitě první UNIXový systém, který svou konfiguraci zpracovává pomocí PHP a ne obvyklými shellovými skripty a který má celou konfiguraci uloženou ve formátu XML.
15. února 2015 byl projekt m0n0wall oficiálně ukončen ve verzi 1.8.1 (poslední beta 1.8.2b576). Vývoj nebude dále pokračovat a nebudou již vycházet žádné nové verze. Tvůrce m0n0wallu, jímž je Manuel Kasper, oficiálně doporučuje jako náhradu projekt OPNsense (oddělený od pfsense v únoru 2015), o něco bližší svými HW nároky se však původnímu projektu jeví spíše projekt pfsense (oddělený od m0n0wall v roce 2004) oba projekty jsou typu open source, pochopitelně rovněž vycházející z FreeBSD.